# Дурмитор
Ду́рмитор (черног. Durmitor) — горный массив и названный по нему национальный парк в Черногории. Высшая точка — гора Боботов-Кук высотой 2522 м. Горный массив Дурмитор является частью Динарского нагорья или Динарских Альп.

## Национальный парк

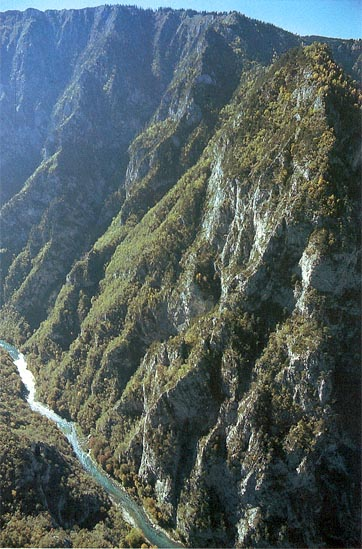
Каньон реки Тары

Национальный парк «Дурмитор» создан в 1952 году. Это самый большой национальный парк Черногории.
Территория нац. парка включает в себя горный массив Дурмитор, каньоны рек Тара, Сушица и Драга, а также верхнюю часть плато Комарница. Представляет собой обширное плоскогорье общей площадью 390 км². Национальный парк расположен на высоте от 500 м над уровнем моря (река Тара — ручей Наздруч) до 2525 м над уровнем моря (вершина Боботов Кук).
В 1980 году внесён в список Всемирного наследия ЮНЕСКО.
В состав национального парка входит каньон реки Тары, длиной 80 км и глубиной до 1300 м. Это первый по величине каньон в Европе и четвёртый в мире, следующий за Котауаси в Перу, Сулакским в России, Гранд-Каньоном в США.
Семь зон национального парка Дурмитор относятся к особо охраняемым:
1. Еловый и пихтовый лесной заповедник
2. Црна пода (Cnra poda)
3. Озера Шкрчко — большое и малое (jezero Škrćko)
4. Озеро Сушице-Барно (Sušice Barno jezero)
5. Забойское озеро (Zabojsko jezero)
6. Млински ручей (Mlinski potok)
7. Каньон реки Тара (Kanjon Tare)

## Туризм
Горный массив Дурмитор является центром горного туризма Черногории. Туристическая инфраструктура сосредоточена вокруг города Жабляк.
Зимой основными видами спорта являются лыжный спорт, сноуборд. Летом можно заниматься альпинизмом и пешеходным туризмом. Среди наиболее значимых достопримечательностей — 18 ледниковых озёр. Наиболее известно Црно-Езеро (черног. Crno jezero, досл. «Чёрное озеро»).